# Hansgrohe
Hansgrohe è un'azienda tedesca produttrice di materiali idraulici e sanitari. È stata fondata da Hans Grohe nel 1901, a Schiltach, Baden-Württemberg, Germania. Hansgrohe è uno dei maggiori fornitori di soffioni, doccette e rubinetti al mondo, insieme a concorrenti come Grohe e Kohler. L'azienda, nel 1999, è entrata a far parte della Masco Corporation.
Hansgrohe non va confusa con la Grohe AG, un'altra azienda tedesca produttrice di sanitari, fondata da Friedrich, figlio di Hans Grohe.
Hansgrohe attualmente ha due azionisti principali: la famiglia di Klaus Grohe, figlio minore del fondatore, detiene il 32%, e Masco Corporation il 68%. Hans Jürgen Kalmbach è diventato presidente di Hansgrohe nel 2018. L'azienda vende i suoi prodotti con due marchi: Axor e Hansgrohe.

## Storia
Nel 1901, Hans Grohe, nato il 14 maggio 1871 a Luckenwalde, vicino a Berlino, fondò l'azienda a Schiltach, nella regione tedesca della Foresta Nera. L'azienda, composta da tre persone, iniziò a produrre prodotti pressati in metallo, ad esempio parti di orologi, pentole in ottone e docce in lamiera, ma ben presto si concentrò sugli articoli sanitari in metallo. Le esportazioni iniziarono con la prima consegna ad Amsterdam, nel gennaio 1907. Nel 1919, l'azienda contava 3 impiegati e 48 addetti alla produzione.

Doccetta e barra di scorrimento di Hansgrohe del 1953

Nel 1929, Hans Grohe iniziò a utilizzare un nuovo procedimento di stampaggio dell'ottone e nel 1930 iniziò a cromare i suoi prodotti. Quattro anni dopo, il figlio Friedrich Grohe lasciò l'azienda e nel 1936, rilevò una società a Hemer, nella Renania Settentrionale-Vestfalia. Mentre il padre Hans si concentrava sulle docce e sulla tecnologia di scarico, Friedrich Grohe si concentrava sulle rubinetterie. Oggi l'azienda è nota come Grohe AG.
Nel 1968, Klaus Grohe, il figlio minore di Hans Grohe, entrò nell'azienda paterna e ne assunse la direzione nel 1975. Nel 1977 introdusse la parola e il marchio figurativo Hansgrohe. Sotto la sua guida, alla fine degli anni '60, Hansgrohe iniziò a collaborare con designer esterni, tra cui Hartmut Esslinger e successivamente Phoenix Design e Philippe Starck. Klaus Grohe si impegnò anche nell'esplorazione di nuovi segmenti di mercato: Nel 1981 Hansgrohe iniziò a produrre rubinetti e nel 2001 introdusse un sistema di riciclaggio delle acque grigie.
Nel 1984, la famiglia di Friedrich Grohe, uno dei tre azionisti dell'epoca, insieme alla famiglia di Hans Grohe Junior e alla famiglia di Klaus Grohe, vendette il proprio terzo delle azioni alla società di capitali statunitense Masco Corporation con sede a Taylor, Michigan. Nel 1999, anche la famiglia di Hans Grohe Junior cedette le proprie azioni alla Masco Corporation, rendendola così azionista di maggioranza e lasciando la famiglia di Klaus Grohe come unico azionista familiare dell'azienda, con il 32% delle azioni. Nel 2012, Hansgrohe è diventata una società per azioni europea (Societas Europaea), non quotata in borsa.
Dopo essere stato membro del Consiglio di amministrazione per 33 anni, Klaus Grohe ha assunto la carica di direttore del Consiglio di sorveglianza nel 2008. Dal 2015, è presidente onorario del Consiglio di amministrazione. Nell'agosto 2018, Hans Jürgen Kalmbach è diventato presidente di Hansgrohe, succedendo a Thorsten Klapproth. Due nipoti del fondatore dell'azienda Hans Grohe, Richard e Philippe Grohe, sono stati attivi nell'attività operativa fino a ottobre 2016. Da allora, la famiglia fondatrice sostiene l'azienda esclusivamente da una posizione di azionista, attraverso la sua rappresentanza nel Consiglio di sorveglianza di Hansgrohe SE.

## Prodotti

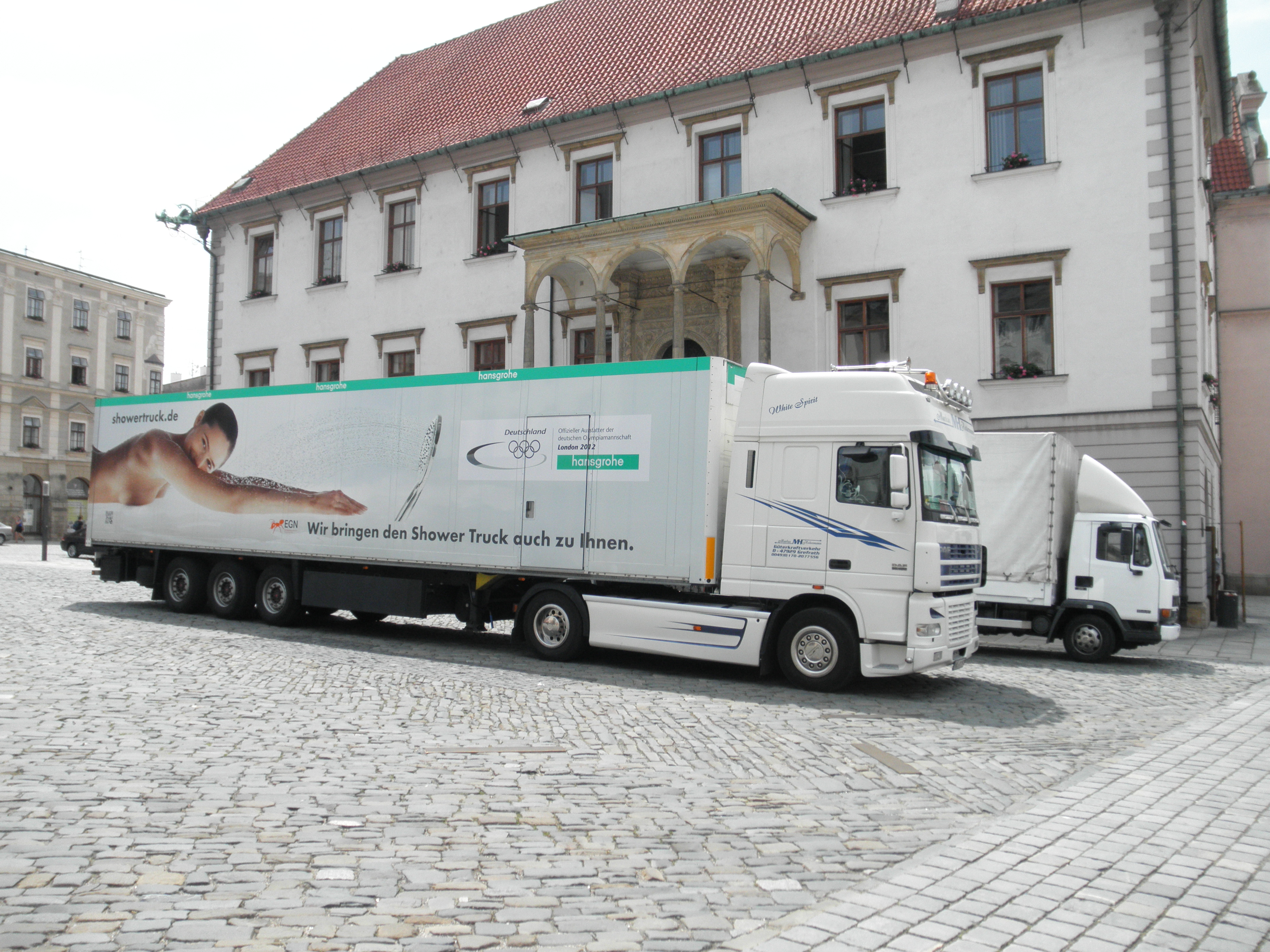
Camion DAF con docce Hansgrohe

La gamma di prodotti di Hansgrohe comprende:
- Rubinetteria
- Docce e soffioni
- Rubinetteria per cucina e bagno
- Accessori per il bagno

I prodotti Hansgrohe sono stati insigniti di numerosi premi per il design, tra cui il Designpreis der Bundesrepublik Deutschland (Premio di Design della Repubblica Federale Tedesca) nel 2012, il prestigioso iF Product Design Award e il Red Dot Design Award per il product design nel 2016.
Hansgrohe ha registrato circa 2500 brevetti fino alla fine del 2015. Tra le invenzioni più importanti figurano: i sistemi di scarico automatici (1934), la barra a muro (1953), la doccetta con getto d'acqua regolabile (1968), il rubinetto da cucina con doccetta estraibile (1984), nonché le tecnologie per ridurre il flusso d'acqua attraverso l'aggiunta di aria (2004) e l'attivazione/disattivazione del flusso d'acqua con un pulsante (2011). Nel 2015, Hansgrohe deteneva 24 brevetti, 180 progetti e 93 marchi.

## Designer
- Antonio Citterio
- Jean-Marie Massaud
- Philippe Starck
- Patricia Urquiola
- Phoenix Design
- Ronan & Erwan Bouroullec
- Nendo Design
- Front Design
- Barber Osgerby

## Museo eAquademie
Hansgrohe ha istituito un museo dell'acqua, del bagno e del design nel 1997, presso la sede tedesca di Schiltach. Il museo illustra l'evoluzione del bagno privato negli ultimi 100 anni e mostra lo sviluppo dell'azienda nel corso degli eventi storici.
Presso la sede centrale statunitense di Alpharetta, in Georgia, Hansgrohe gestisce un centro di formazione e prodotti interattivi, l'Aquademie.

## Sponsorizzazioni

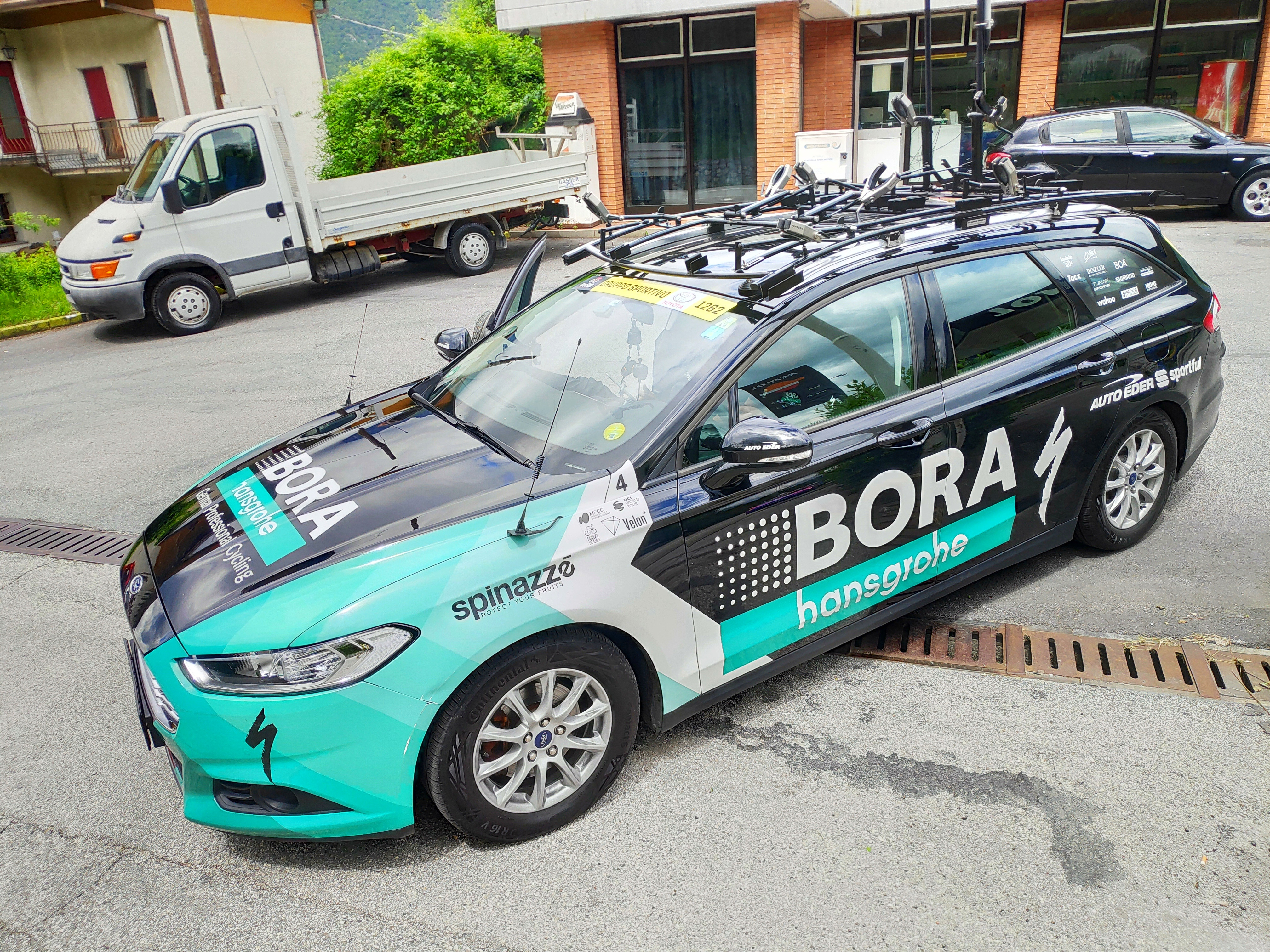
Un'auto della squadra di ciclismo Bora-Hansgrohe al Giro d'Italia 2019

Insieme a Red Bull e al produttore di estrattori Bora, Hansgrohe sponsorizza la squadra di ciclismo Red Bull-Bora-Hansgrohe dal 2017.